# Taojüan nemzetközi repülőtér
A Taojüan (Taoyuan) nemzetközi repülőtér (kínai: 臺灣桃園國際機場 , pinjin: Táiwān Táoyuán Gúojì Jīchǎng, magyaros: Tajvan Taojüan Kuocsi Csicsang) Tajvan legnagyobb forgalmú nemzetközi repülőtere, mely Taojüan megyében (Taoyuan megyében) található és Tajpejt, illetve más, észak-tajvani városokat szolgál ki.
1979-ben nyitották meg, ekkor még Csang Kaj-sek (Chiang Kai-shek) nemzetközi repülőtér volt a neve, melyet 2006-ban változtattak meg. A repülőtér a világ 15. legforgalmasabb teherforgalmú légikikötője, és a világ 14. legnagyobb nemzetközi személyforgalmú reptere.

## Futópályák
A repülőtér futópályái:
- 05L/23R (3660 m, 60 m, beton)
- 05R/23L (3800 m, 60 m, beton)

## Forgalom
Az utasforgalom az elmúlt években az alábbi módon változott:
| Utasok száma | 4 713 871 | 10 614 060 | 22 857 445 | 21 936 083 | 26 749 486 | 32 213 744 | 38 473 333 | 44 878 703 | 7 438 325 | 5 342 448 |
|              | 1981      | 1991       | 2006       | 2008       | 2010       | 2013       | 2015       | 2017       | 2020      | 2022      |

## Fordítás
- Ez a szócikk részben vagy egészben  a   Taiwan Taoyuan International Airport című angol Wikipédia-szócikk fordításán alapul.  Az eredeti cikk szerkesztőit annak laptörténete sorolja fel. Ez a jelzés csupán a megfogalmazás eredetét és a szerzői jogokat jelzi, nem szolgál a cikkben szereplő információk forrásmegjelöléseként.